# Lublin-Brester Operation
Die Lublin-Brester Operation (russisch: Люблин-Брестская наступательная операция, vom 18. Juli bis 2. August 1944) war im Zweiten Weltkrieg Teil der großräumig angelegten Operation Bagration der Roten Armee und fand während der Schlussphase der Rückeroberung von Weißrussland statt. Die Truppen der 1. Weißrussischen Front führten diese Offensive mit dem Ziel durch, in den Raum Warschau vorzustoßen. Es wurden gleichzeitig zwei Stoßgruppen angesetzt, um den westlichen Bug zu überschreiten und die noch davor haltenden deutschen Gruppierungen im Raum Brest und Lublin einzuschließen oder zu überrennen. Auf deutscher Seite verteidigten zahlenmäßig weit unterlegene Verbände des nördlichen Flügels der Heeresgruppe Nordukraine und der 2. Armee der Heeresgruppe Mitte.
Die Ende Juni im Raum Bobruisk zerschlagene 9. Armee befand sich als Gruppe Vormann im Raum Warschau noch in der Neuaufstellung.

## Vorgeschichte
Am 22. Juni war die gewaltige sowjetische Sommeroffensive gegen die Heeresgruppe Mitte losgebrochen, im Raum Witebsk, Minsk und Bobruisk wurden bis Anfang Juli 26 deutsche Divisionen zerschlagen oder gefangen. Generalfeldmarschall Busch wurde am 28. Juni als Oberbefehlshaber durch Walter Model, der gleichzeitig die Heeresgruppe Nordukraine führte, ersetzt. Am 2. Juli begann die deutsche 4. Panzerarmee (nördlicher Flügel der Heeresgruppe Nordukraine) mit dem Abzug des LVI. Panzerkorps aus dem Raum Kowel, einem wichtigen Verkehrsknotenpunkt, worauf die sowjetische 47. Armee am 6. Juli in die Stadt einrückte. Für den 8. Juli wollte die Rote Armee auch einen Zugang nach Lublin gewinnen und einen Brückenkopf am Westlichen Bug bilden, dafür wurde das 11. Panzerkorps angesetzt. Das Panzerkorps wurde jedoch von den Deutschen überraschend angegriffen und verlor 75 Panzer, der erfolglose Korpskommandant Filipp Nikitowitsch Rudkin wurde am folgenden Tag durch Generalmajor I. I. Justschuk ersetzt. Mehrere Tage wurden erfolglose Angriffe durchgeführt, währenddessen konnte die deutsche 4. Panzerarmee ihre Verbände um weitere 12 bis 15 Kilometer geordnet auf die Linie Wlodowa-Ljuboml westlich von Kowel zurückziehen.
Die sowjetische 61. Armee unter General P. A Below drängte währenddessen ab 10. Juli mit dem 89. Schützenkorps über Łuniniec in den Raum Pinsk vor. Die Armeetruppen operierten in den Pripjatsümpfen, in einem schwer zugänglichen Feuchtgebiet zwischen den inneren Flanken der 1. Weißrussischen Front. Die sowjetische 65. Armee besetzte am 8. Juli Baranowitschi am 8. Juli, dadurch drohte den deutschen Truppen im noch weit nach Osten reichenden Frontvorsprung im Raum Pinsk der Rückzug abgeschnitten zu werden. Die rote Dnjepr-Flottille leistete der dort vorgehenden 61. Armee während der Verfolgung bedeutende Unterstützung. Am Abend 12. Juli lief die Flottille in der Nacht unbemerkt auf den Pripjat ein und landete ein Schützenregiment am Stadtrand von Pinsk. Den schwachen deutschen Kräften gelang es nicht, die Landung zu verhindern, am 14. Juli wurde Pinsk befreit. Bis 19. Juli räumte das deutsche XX. Armeekorps den noch weit nach Osten vorgelagerten "Pinsker Frontbalkon".
Wenn zu Beginn der Operation Bagration die beiden Flügel der 1. Weißrussischen Front durch die weiträumigen Sümpfe der Polesie auf über 650 Kilometer Frontlinie getrennt operierten, war jetzt die Länge der Frontlinie fast halbiert. Die Stadt Wolkowysk wurde am 14. Juli durch das 40. Schützenkorps (Generalmajor Wladimir Stepanowitsch Kusnetzow) der 3. Armee besetzt. Bis zum 15. Juli erreichten die Truppen des rechten Flügels und der Mitte der 1. Weißrussischen Front die Linie Wolkowysk (3.A.) - Nowy Dvor (65. A.) - Pruschany - Jasiolda (28. A.) - bis westlich von Pinsk (61. A.). Am 15. Juli fiel Berjosa und am 16. Juli Iwanowo in die Hände der 48. Garde-Schützendivision der 28. Armee sowie Pruschany an die 50. und 96. Garde-Schützen-Division. Am Morgen am 16. Juli wurde eine Gruppierung der deutschen 102. Infanterie-Division bei Pruschany auf der Straße nach Brest durch das sowjetische 9. Panzerkorps eingekreist. Generalmajor Bacharow beschloss, den Gegner nicht aus der Umzingelung herauszulassen und ging um 7 Uhr an die vorderste Linie, um die Verteidigung der 23. Panzerbrigade beim Dorf Schakuny zu überprüfen. Dabei wurde er durch den direkten Treffer einer deutschen Panzerabwehrkanone getötet. Der Vormarsch des rechten Frontflügels (vorrangig 65. und 28. Armee) durch den Białowieża-Urwald in den Raum nordöstlich von Brest schuf günstige Bedingungen für den Angriff des linken Flügels (vorrangig 70. und 47. Armee), diese Bewegungen bahnten die Einkreisung des deutschen XX. A.K. im Raum Brest an.

### Planung
Nach den Erfolgen des rechten Flügels im Raum Bobruisk bereitete das Oberkommando der 1. Weißrussischen Front auch die Truppen des linken Flügels zur Großoffensive in Richtung Kowel-Lublin vor. Der von General Georgi Schukow ausgearbeitete Operationsplan sah zwei gleichzeitige Hauptschläge auf Lublin und Brest vor und wurde am 7. Juli von der Stawka genehmigt. Schon fünf Tage vor Beginn der Operation gingen die Truppen der benachbarten 1. Ukrainischen Front, in der Lemberg-Sandomierz-Operation zur Offensive über, deren nördliche Stoßgruppe (Mechanische Kavalleriegruppe Baranow) den Westlichen Bug bereits am 17. Juli überschritten und in Richtung Rawa-Ruska operierten. Der Erfolg der 1. Ukrainischen Front im Süden hatte günstige Bedingungen für die Offensive des linken Flügels der 1. Weißrussischen Front im Raum Kowel geschaffen.
Das Ziel der Lubliner Operation sah vor, das befestigte Gebiet von Brest von Norden und Süden zu umgehen, um die davor haltende deutsche Streitmacht abzuschneiden, dann eine Offensive in Richtung Warschau zu entwickeln und südlich davon Brückenköpfe über die Weichsel zu gewinnen. Die entscheidende Rolle bei der Operation wurde den Truppen des linken Flügels der 1. Weißrussischen Front zugeschrieben. Die 1. Weißrussische Front verfügte über 3 separate Artillerie-Brigaden, 26 Panzer- oder selbstfahrende Artillerie-Regimenter sowie eine mobile Artillerie-Division mit insgesamt 1748 Panzer und Selbstfahrlafetten. Für einen erfolgreichen Durchbruch wurde der Angriffsgruppe eine tiefgliedrige Formation zugewiesen: Die erste Staffel bestand aus der 70., 47., 8. Garde- und 69. Armee; als zweite Staffel zwei Kavallerie- und ein Panzerkorps. Die in Reserve stehende 2. Panzerarmee und die polnische 1. Armee sollten erst nach dem operativen Durchbruch eingeführt werden, nachdem auch die in der Tiefe liegenden deutschen Reserven verbraucht waren. Im Bereich von Ratno bis Werba lagen nur 5 deutsche Infanteriedivisionen und 3 Sturmgeschütz-Brigaden (mit 81.000 Mann, 1530 Geschütze und Mörser, 214 Panzer und Sturmgeschütze) des LVI. Panzerkorps gegenüber.

## Beteiligte Kräfte
Dank der Umgruppierungen aus der Reserve hatten die Truppen Rokossowskis eine starke Überlegenheit an Personal und Ausrüstung erreicht: an Infanterie – vierfach, an Artillerie und Panzern – fünffach. Auch die Luftunterstützung durch die 6. Luftarmee unter Generalleutnant F. P. Polynin war mit 1.465 Flugzeugen überwältigend.
Allein an der Lublin-Brester Offensive nahmen 9 Feldarmeen (einschließlich der polnischen 1. Armee), 1 Panzerarmee, 2. Luftarmeen und 1 separates mechanisiertes - sowie 3 Kavalleriekorps teil. Zu Beginn der Offensive befanden sich im Raum Kowel die 70., 47., 8. Garde- und 69. Armee in der ersten Angriffsstaffel, während das 11. Panzerkorps und die gesamte 2. Panzerarmee erst nach dem ersten und dritten Tag in die Schlacht eingeführt wurden.

### 1. Weißrussische Front
(Generaloberst Konstantin Rokossowski, Stabschef: Generalmajor M. S. Malinin)
Nördlicher Flügel

Marschall Konstantin Rokossowski, Oberbefehlshaber der 2. Weißrussischen Front

6. Luftarmee (Generalleutnant F. P. Polynin)
3. Armee (Generalleutnant Alexander Wassiljewitsch Gorbatow, Chef des Stabes Generalmajor M. W. Iwaschetschkin)
- 35. Schützen-Korps, Generalmajor Viktor Grigorjewitsch Scholudjew (250., 323. und 348. Schützen-Division)
- 40. Schützen-Korps, Generalmajor Wladimir Stepanowitsch Kuznezow (129. und 169. Schützen-Division)
- 46. Schützen-Korps, Generalmajor Konstantin Maximowitsch Erastow (82., 108. und 413. Schützen-Division)

48. Armee (Generalleutnant Prokofi Logwinowitsch Romanenko, Chef des Stabes I. S. Glebow)
- 29. Schützen-Korps, Generalmajor Andrei Matwejewitsch Andrejew (194., 102. und 217. Schützen-Division)
- 42. Schützen-Korps, Generalleutnant Konstantin Stepanowitsch Kolganow (137., 170. und 399. Schützen-Division)
- 53. Schützen-Korps, Generalmajor Iwan Alexejewitsch Gartschew (17., 73. und 96. Schützen-Division)

Kavallerie-mechanische Gruppe Plijew
- 4. Garde-Kavallerie-Korps, Generalleutnant Issa Alexandrowitsch Plijew (9. und 90. Garde- sowie 30. Kavallerie-Division)
- 1. Mechanisiertes Korps, Generalleutnant Semjon Moissejewitsch Kriwoschein (19., 35. und 37. Mechanisierte Brigade, 219. Panzer-Brigade)

65. Armee (Generalleutnant Pawel Iwanowitsch Batow, Chef des Stabes Generalmajor M. W. Bobkow)
- 18. Schützen-Korps, Generalmajor Iwan Iwanowitsch Iwanow (37., 44. Garde-Schützen- und  69. Schützen-Division)
- 105. Schützen-Korps, Generalmajor Dmitri Fjodorowitsch Alexejew (75. Garde-Schützen-Division, 15. und 193. Schützendivision)
- 354. und 356. Schützen-Division
- 1. Garde-Panzer-Korps, Generalmajor Michail Fedorowitsch Panow (15., 16. und 17. Garde-Panzer-Brigade, 1. Garde-mechanisierte Brigade)
- ab 22. Juli auch 80. Schützen-Korps, Generalmajor Iwan Leontewitsch Ragulja, ab 24. Juli Tichon Iwanowitsch Butorin (5., 186. und 283. Schützen-Division)

28. Armee (Generalleutnant Alexander Alexandrowitsch Lutschinski, Chef des Stabes Generalmajor S. M. Rogatschewski)
- 3. Garde-Schützen-Korps, Generalmajor Franz Josifowitsch Perchorowitsch (50., 54. und 96. Garde-Schützen-Division)
- 20. Schützen-Korps, Generalmajor Nikolai Alexandrowitsch Schwajew (55. Garde-Schützen-Division, 20. und 48. Schützen-Division)
- 128. Schützen-Korps, Generalmajor Pawel Fjodorowitsch Batizki (61., 130. und 152. Schützen-Division)
- 9. Panzer-Korps, Generalmajor Boris Sergejewitsch Bacharow, ab 16. Juli Generalmajor Nikolai Iwanowitsch Woejkow (23., 95. und 108. Panzer-Brigade, 8. Mechanisierte Brigade)

61. Armee (Generalleutnant Pawel Alexejewitsch Below, Chef des Stabes Generalmajor M. N. Salnikow)
- 9. Garde-Schützen-Korps, Generalmajor Michail Andrejewitsch Popow (12. Garde-Schützen- und 212. Schützen-Division)
- 89. Schützen-Korps, Generalmajor Alexander Jakowljewitsch Janowski (23., 55., 397. und 415. Schützen-Division)

Südlicher Flügel
16. Luftarmee (Generaloberst Sergei Ignatjewitsch Rudenko, Chef des Stabes: Generalmajor P. I. Braiko)
70. Armee (Generaloberst Wassili Stepanowitsch Popow, Stabschef: Generalmajor P. I. Ljapin)
- 96. Schützenkorps, Generalleutnant Jakub Dschangirowitsch Tschanischew  (38. Garde- und 1. Schützendivision)
- 114. Schützenkorps, Generalleutnant Dmitri Iwanowitsch Rjabyschew (76. Garde- und 160. Schützendivision)
- 3. Artillerie-Durchbruchs-Division

47. Armee (Generalleutnant Nikolai Iwanowitsch Gussew)
- 77. Schützenkorps, Generalmajor Wiktor Genrichowitsch Posnjak (143., 185., 234. Schützen-Division)
- 125. Schützenkorps, Generalmajor Iwan Kusmitsch Kusmin (60., 76., 175. Schützen-Division)
- 129. Schützenkorps, Generalmajor Michail Borisowitsch Anaschkin (132., 165., 260. Schützen-Division, 328. Schützen-Division)

Kavallerie-mechanische Gruppe Krjukow
- 2. Garde-Kavallerie-Korps, Generalmajor Wladimir Wiktorowitsch Krjukow (3. und 4. Garde- und 20. Kavallerie-Division)
- 11. Panzerkorps, Generalmajor Iwan Iwanowitsch Justschuk (26., 36. und 65. Panzer-Brigade)

8. Gardearmee (Generaloberst Wassili Iwanowitsch Tschuikow, Stabschef Generalmajor V. A. Beljawski)
- 28. Garde-Schützen-Korps, Generalmajor Alexander Iwanowitsch Ryschow (27., 74. und 88. Garde-Schützen-Division)
- 29. Garde-Schützen-Korps, Generalleutnant Jakow Stepanowitsch Fokanow (39., 79. und 82. Garde-Schützen-Division)
- 4. Garde-Schützen-Korps, Generalleutnant Wassili Afanasjewitsch Glasunow (35., 47. und 57. Garde-Schützen-Division)
- 4. Artillerie-Durchbruchs-Division

2. Panzerarmee (Generalleutnant Semjon Iljitsch Bogdanow, ab 24. Juli Alexei Iwanowitsch Radsijewski)
- 8. Garde-Panzerkorps, Generalmajor Alexei Fjodorowitsch Popow (58., 59. und 60. Garde-Panzerbrigade)
- 16. Panzerkorps, Generalmajor Iwan Wassiljewitsch Dubowoj (107., 109. und 164. Panzerbrigade, 15. motorisierte Schützenbrigade)
- 3. Panzerkorps, Generalmajor Nikolai Denissowitsch Wedenejew  (50., 51. und 103. Panzerbrigade, 57. motorisierte Schützenbrigade)

69. Armee (Generalleutnant Wladimir Jakowlewitsch Kolpaktschi, Stabschef Generalmajor A. W. Wladimirski)
- 25. Schützenkorps, Generalmajor Alexander Borisowitsch Barinow (77. Garde- und 4. Schützendivision)
- 61. Schützenkorps, Generalmajor Iwan Fjodorowitsch Grigorjewski (41., 134., 247. und 274. Schützendivision)
- 91. Schützenkorps, Generalmajor Fjodor Andrejewitsch Wolkow (117., 312. und 370. Schützendivision)
- 7. Garde-Kavallerie-Korps, Generalmajor Michail Petrowitsch Konstantinow (14., 15. und 16. Garde-Kavallerie-Division)

### Wehrmacht
2. Armee
Generaloberst Walter Weiß, Chef des Stabes: Oberst i. G. von Schewen
LV. Armeekorps (General der Infanterie Friedrich Herrlein)
- 367. Infanterie-Division (Generalleutnant Hermann Hähnle)
- 12. Panzer-Division (Generalleutnant Erpo von Bodenhausen)
- Reste 20. Panzerdivision (Masse in Rumänien)

Kavalleriekorps Harteneck (Generalleutnant Gustav Harteneck)
- 4. Kavalleriebrigade (Generalmajor Rudolf Holste)
- 129. Infanterie-Division (Generalmajor Heribert von Larisch)
- 4. Panzer-Division (Generalmajor Clemens Betzel)

Bis Ende Juli in Zuführung:
- 5. SS-Panzer-Division „Wiking“ (Obergruppenführer Herbert Gille), ab 20. Juli SS-Standartenführer Eduard Deisenhofer
- 28. Jäger-Division (Generalleutnant Gustav Heistermann von Ziehlberg)

- 19. Panzer-Division (Generalleutnant Hans Källner)
- Fallschirm-Panzer-Division 1 Hermann Göring (Generalmajor Wilhelm Schmalz)
- 3. SS-Panzer-Division (SS-Generalmajor Hellmuth Becker)
- 73. Infanterie-Division (Oberst Kurt Hähling)

XXIII. Armeekorps (General der Pioniere Otto Tiemann)
- 102. Infanterie-Division (Generalleutnant Werner von Bercken)
- 292. Infanterie-Division (Generalleutnant Richard John)
- 7. Infanterie-Division (Generalleutnant Fritz-Georg von Rappard)
- 541. Volksgrenadier-Division (Generalmajor Wolf Hagemann)
- Kampfgruppe Reichert (drei Regimentsgruppen)

XX. Armeekorps (General der Artillerie Rudolf von Roman)
- 203. Sicherungs-Division (Generalleutnant Leo Pilz, Generalleutnant Max Horn)
- Korps-Abteilung E (Generalleutnant Maximilian Felzmann)
- 3. Kavalleriebrigade (Oberstleutnant Georg Freiherr von Boeselager)
- Divisionsgruppe 233

direkt unterstellt:
II. Kgl. ung. Reservekorps (Generalmajor Jenö Bor)
- 5. Kgl. ung. Reservedivision (Generalmajor László Szabó)
- 23. Kgl. ung. Reservedivision (Generalmajor Gusztav Deseö)
- 1. Kgl. ung. Reservedivision (Generalleutnant Antal Vattay)

4. Panzerarmee (General der Panzertruppe Josef Harpe)
VIII. Armeekorps (General der Infanterie Gustav Höhne)
- 12. Kgl. ung. Reservedivision (Generalmajor Béla Némoth)
- 211. Infanterie-Division (Generalleutnant Johann Heinrich Eckard)
- 5. Jäger-Division (Generalleutnant Helmut Thumm)

LVI. Panzerkorps (General der Infanterie Johannes Block)
- 26. Infanterie-Division (Generalleutnant Johann de Boer)
- 342. Infanterie-Division (Generalleutnant Heinrich Nickel)
- 213. Sicherungsdivision (Generalleutnant Alexander Göschen)
- 253. Infanterie-Division (Generalleutnant Carl Becker)
- 1. Skijäger-Division (Generalmajor Martin Berg)

## Verlauf

### Durchbruch zum westlichen Bug
Generaloberst Rokossowski konzentrierte seine Hauptstreitmacht für die erste Offensive auf den linken Flügel am Turija-Abschnitt, wo die 70., 47., 8. Garde-, 69. Armee im ersten Treffen aufmarschierten. Mehrere Panzerabwehr- und Mörserregimenter der Reserve des Oberkommandos waren nach dem erfolgreichen Einsatz in der Bobruisker Operation in den Sektor Kowel verlegt worden. Nach der Überquerung des westlichen Bugs war geplant, die Offensive über Lublin durch die Kräfte der 8. Garde- und 2. Panzerarmee sowie der 69. und 1. polnischen Armee auf Łuków und Siedlce zu entwickeln. Gekämpft wurde auch auf dem linken Flügel der Front, weil die Truppen rechts durch die unpassierbaren Sümpfe der Polesie eingegrenzt waren. Die Truppen der 47. Armee sollten auf Biała Podlaska vorstoßen und die östlich von Siedlce operierenden deutschen Truppen am Rückzug nach Warschau hindern.
Für den Ausbau des ersten Erfolges waren das 11. Panzerkorps und zwei Kavallerie-Korps vorgesehen, die 2. Panzerarmee war für das operative Nachstoßen vorgesehen, die polnische 1. Armee (Generalleutnant Zygmunt Berling) diente als Reserve. Die 1. Weißrussischen Front verfügte über etwa 7300 Geschütze und Mörser, 1748 Panzer und Selbstfahrlafetten, 1465 Flugzeuge der 6. Luftarmee unterstützten den Angriff. In den nur 18 km breiten Durchbruchszone der drei Armeen (47., 8. Garde und 69.) der ersten Staffel waren starke Kräfte konzentriert worden: darunter das 4. Durchbruch-Artilleriekorps, etwa 150 Geschütze und Mörser standen pro Kilometer Front. Die Deckung er beiden Flanken des Durchbruchstreifens übernahmen das 2. und 7. Garde-Kavallerie-Korps.
- Der rechte Flügel - die 70. Armee (Generalleutnant W. S. Popow) hatten die Aufgabe, die  Verteidigung des deutschen VIII. Armeekorps entlang des Pripjat zu durchbrechen und den Westlichen Bug südlich von Brest zu erreichen, den Fluss nach Norden zu überschreiten und den Rückzugsweg der deutschen Korpsgruppe Roman in Brest nach Westen abschneiden. Um diese Aufgabe zu erfüllen, bestand die Armee aus dem 96. und 114. Schützenkorps, wobei vier Schützendivisionen in der ersten Staffel eingesetzt wurden.

- Die 47. Armee (Generalleutnant N. I. Gusew) wurde nördlich von Kowel angesetzt und solle im Zuge des allgemeinen Durchbruchs über den westlichen Bug gehen und den Vorstoß in nordwestlicher Richtung nach Parczew und dann in einer starken Nordschwenkung auf Łuków und Siedlce entwickelt werden. Dazu wurden der Armee das 2. Garde-Kavalleriekorps unter Generalleutnant Krjukow zugeteilt.

- Die 8. Gardearmee (Generalleutnant W. I. Tschuikow) hatte mit dem 11. Panzerkorps den Hauptstoß nach Lublin zu führen: Es war am ersten Tag geplant den Durchbruch an der Front des deutschen LVI. Panzerkorps im Raum Ljuboml zu erzielen, dann sollte der westliche Bug von der einzuführenden 2. Panzerarmee überbrückt werden und der Angriff auf Lublin beginnen, in der zweiten Phase sollte die Weichsel erreicht werden.

- Die 69. Armee (Generalleutnant W. J. Kolpaktschi) an der linken Flanke eingesetzt, hatte die Aufgabe die deutsche Verteidigung südwestlich von Kowel zu überwinden und die Offensive in Richtung auf Chelm zu entwickeln. Zur Deckung des linken Flügel der 69. Armee sowie der gesamte Stoßgruppierung wurde das 7. Garde-Kavallerie-Korps (Generalleutnant M. P. Konstantinow) bestimmt.

In der Durchbruchszone der 70. Armee bereiteten Pioniere in der Nacht des 17. Juli mehrere Übergänge über den Pripjat-Fluss vor, durch welche die Angriffsabteilungen unbemerkt vom Feind überquerten. Im Morgengrauen des 18. Juli brachen die Truppen des 114. Schützenkorps in die erste Hauptkampflinie des deutschen VIII. Armeekorps ein. Die Soldaten der 76. Schützendivision (Generalmajor A. W. Kirsanow) drangen in das Dorf Pjaski Schechitske ein und rückten in Richtung der Straße Dzivin-Ratno vor. Links davon, im Bereich des Stribusch-Sees und beim Dorf Peski operierten die Einheiten der 160. Schützendivision, die mit Hilfe lokaler Partisanen den Fluss nachts überquert hatten und am Morgen das Dorf Dobridschin eroberten.
Die Formationen der 8. Gardearmee, in deren Offensivzone 9 Schützendivisionen, 2345 Geschütze und Mörser von 76 mm und höherem Kaliber (ohne Flak-Artillerie), 197 Flak-Geschütze, 345 Panzer und Selbstfahrlafetten eingesetzt waren, erreichte zwischen Holowne und Lukiw den Ryschowka-Abschnitt. Die Ufer diese Flusses waren sumpfig und stellten ein ernsthaftes Hindernis für Panzer dar. Die Divisionen des 4. Garde-Schützenkorps (Generalleutnant W. A. Glasunow) erreichten Ljuboml. Nachdem die Schützendivisionen die zweite deutsche Verteidigungslinie durchbrochen hatten, wurde beschlossen das 11. Panzerkorps (General I. I. Juschuk) einzusetzen. Am 19. Juli wurde das 11. Panzerkorps in der vorderen Zone eingeführt, überquerte den westlichen Bug und verschanzte sich bis zum Nachrücken der Gardeinfanterie am linken Ufer. Ljuboml wurde im Zusammenwirken der 47. Garde-Schützendivision (Oberst Wassili Minajewitsch Schugajew) und der 65. Panzerbrigade (Oberst Arkadi T. Pawluschko) gestürmt.
Am 20. Juli erreichten die Truppen des linken Flügels (69. Armee) der 1. Weißrussischen Front den westlichen Bug auf breiter Front und überschritten den Fluss an drei Stellen. Truppen der 76. Schützendivision des 96. Schützenkorps konnten Malaryta einnehmen, dabei unterstützt von der Partisanen der Lenin-Brigade. Die Manöver des 11. Panzerkorps waren ebenfalls erfolgreich: Nach schnellem Vorrücken errichteten sowjetische Panzer bei Ljuboml am 20. Juli einen Brückenkopf, an dem abends auch die anderen Brigaden des 11. Panzerkorps und erste Teile des 2. Garde-Kavalleriekorps durchgeschleust wurden. Stalin verlangte vom Vertreter des Hauptquartiers G. K. Schukow und von K. K. Rokossowski dass die Stadt Lublin bis spätestens 27. Juli zu erobern sei, die Stawka Richtlinie Nr. 220149 betonte dazu: „Dies ist aufgrund der politischen Lage und der Interessen eines unabhängigen demokratischen Polens zwingend erforderlich.“ Marschall Rokossowski befahl darauf den Einsatz der 2. Panzerarmee (756 Panzer, darunter 448 T-34/85 und 130 M4 Sherman), am 21. Juli überwachte persönlich den Bug-Übergang der Panzerverbände.
Generalleutnant S. I. Bogdanow ließ seine Truppen in den bereits 80 km breiten und 50 km tiefen Brückenkopf über drei Brücken einrücken, in der erster Staffel wurde das 3. Panzerkorps und das 8. Garde-Panzerkorps; in der zweiten Staffel das 16. Panzerkorps eingesetzt. Die sowjetischen Panzer brauchten fast zehn Stunden, um die Überquerung des Westlichen Bugs zu vollenden; unmittelbar danach ging das 3. Panzerkorps auf Stulno zu, während das 8. Garde-Panzerkorps der Garde auf Bytyń vorrückte.
Am 22. Juli erreichte die 107. Panzerbrigade (Oberst T. P. Abramow) des 16. Panzerkorps Chelm und konnte zusammen mit Einheiten des 7. Garde-Kavalleriekorps und der 312. Schützendivision (Generalmajor Alexander Gawrilowitsch Moisejewski) in die Stadt einrücken.
Für diesen Tag sollten die sowjetischen Panzer die Infanterie hinter sich lassen und nach Westen auf Łęczna vorstoßen; am Abend sollte der Wieprz erreicht und am folgenden Tag, Lublin angegriffen werden. während das 3. Panzerkorps und das 8. Garde-Panzerkorps in zwei Kolonnen direkt auf Lublin vorrückten. General Bogdanow beschloss, die Stadt sofort aus drei verschiedenen Richtungen anzugreifen, während einige vorgeschobene Abteilungen den Befehl erhielten, direkt in Richtung Weichsel fortzufahren. Das 11. Panzer-Korps und 2. Garde-Kavallerie-Korps wurde zur "Mechanische Kavalleriegruppe Krjukow" zusammengefasst worden und begann nach Nordwesten in Richtung Parczew vorzustoßen.

### Schlacht um Lublin
Während das 7. Garde-Kavallerie-Korps die deutsche Verteidigung von Lublin im Süden umging, begann die 2. Panzerarmee am Morgen des 23. Juli nach 30-minütiger Artillerievorbereitung den Angriff auf die Stadt. Auf deutscher Seite wurde Lublin von Einheiten der 26. Infanterie- und der 213. Sicherheits-Division und einem Bataillon schwerer Jagdpanzer unter General Hilmar Moser verteidigt, der den Befehl hatte, die Stadt um jeden Preis zu verteidigen. Das 8. Garde-Panzerkorps griff von Osten an. Das 16. Panzerkorps wurde als Barriere nach Norden verlegt, während das 3. Panzerkorps die Stadt im Norden umging, um in die nordwestlichen und westlichen Außenbezirke einzubrechen. Der Vorstoß des 8. Garde-Panzerkorps kam kaum voran; es wurde durch den Fluss Bystrzyca und durch die in den Gebäuden verbarrikadierten Verteidiger stark behindert. Die 50. Panzerbrigade (Oberst R. A. Lieberman), die als Vorhut fungierte, drang in die Innenstadt vor. Sie konnte nicht sofort Fuß fassen und zog sich unter Druck deutscher Kräfte in den westlichen Stadtrand zurück. Trotz des hartnäckigen Widerstands des Feindes wurde am Ende des Tages ein erheblicher Teil von Lublin befreit, während bis zu 3000 feindliche Soldaten und Offiziere gefangen genommen wurden. Inzwischen konnten die Panzer des 3. Panzerkorps von Nordwesten und Westen her in Lublin eindringen und die Straßen der Stadt im Nahkampf nacheinander einnehmen. In dieser Phase versuchten deutsche Abteilungen einen Ausbruch nach Westen zu machen und liefen dabei den sowjetischen Panzern in den Weg, wurden überwältigt und gefangen genommen. Während das 3. Panzerkorps die nordwestlichen Stadtteile von Lublin besetzte, war der deutsche Widerstand in den östlichen und südöstlichen Stadt gegenüber dem 8. Garde-Panzerkorps noch ungebrochen. General Bogdanow, ungeduldig, die Befreiung Lublins schneller abzuschließen, begab sich zum Kommandoposten des 3. Panzerkorps und fuhr zusammen mit General Wedenejew in einem Jeep zur Inspektion ins Stadtzentrum. Während der Fahrt durch scheinbar menschenleere Straßen geriet der kleine Konvoi unter deutschen Beschuss, wobei Bogdanow schwer verwundet wurde. Das Oberkommando ging auf den Stabschef der 2. Panzerarmee, General Alexei Radsijewski über, der die Eroberung Lublins am 24. Juli um 12.00 Uhr abschloss. Das 8. Garde-Panzerkorps kämpfte alle im nördlichen und östlichen Bezirk der Stadt verbliebenen deutschen Einheiten nieder. Die Verluste der 2. Panzerarmee beim Kampf um Lublin waren hoch: 96 Panzer, darunter 41 T-34 und 26 M4 Sherman, waren ausgefallen; davon waren 19 Panzer total zerstört. Radsijewski erhielt trotzdem den sofortigen Befehl, nach Nordwesten in Richtung Dęblin und Pulawy weiter vorzurücken, mit dem Ziel, die Weichsel zu erreichen.
Am 24. Juli erreichten sowjetische Panzer die Weichsel, bei Lublin wurde das Konzentrationslager Majdanek befreit, in dem während des Krieges 1,5 Millionen Menschen starben. Den Deutschen gelang es, die verbliebenen Häftlinge rechtzeitig aus dem Lager wegzubringen. An der Weichsel angekommen, versuchten die Panzertruppen am 25. Juli den Fluss bei Dęblin zu überqueren. Der Versuch scheiterte, dabei fielen 30 Panzer aus. Die Aufgabe, die Weichsel hier zu überqueren und Brückenköpfe an ihrem Westufer zu erobern, wurden bald von der nachfolgenden 8. Garde- und 69. Armee gemeistert.

### Schlacht um Brest
Am 17. Juli besetzten die 12. Garde-, die 212. und 415. Schützen-Division der 61. Armee den Ort Drogitschin. Der rechte Flügel der 1. Weißrussischen Front (48., 65., 28., 61. Armee und mechanische Gruppe Plijew) sollte aus der Linie Baranowitschi-Slonim, Fluss Szcara-Łuniniec auf Brest und zum westlichen Bug vorgehen und Brückenköpfe am linken Ufer bilden. Mit dem Vorgehen der Truppen des rechten Flügels auf die Swislotsch-Pruschany und die Zugänge nach Brest wurden die Voraussetzungen geschaffen, um die deutsche Gruppierung im Raum Brest zu umfassen. Diese Aufgabe sollte von den Truppen der 65. und 28. (vom Norden), 61. (vom Osten) und 70. Armee (vom Süden) erreicht werden. Die rückwärtigen Heeresdienste der Heeresgruppe Mitte hatten im Raum Brest eine tief gestaffelte Verteidigung geschaffen, die mit Minenfeldern und Feldbefestigungen versehen war und durch Kommunikationswege verbunden war. Die Forts der Festung Brest waren im deutschen Verteidigungssystem einbezogen. Auf dem etwa 60 Kilometer breiten Abschnitt zwischen Bielski Podlaski und Brest verteidigten das deutsche XX. und XXIII. Armeekorps mit 6 Divisionen und mehrere Sicherheits-Regimenter, darunter auch ungarische Einheiten. Stärkere deutsche Gruppierungen, darunter die 4. Panzerdivision, konzentrierten sich zudem an der Nordflanke im Raum westlich von Bielsk Podlaski und bei Wysokoje, wodurch die Gefahr eines Flankenangriffes gegen die zum Bug vorgehenden sowjetischen Truppen (Kavalleriegruppe Plijew, 65. und 28. Armee) drohte.
Am ersten Tag der Brester Offensive, dem 19. Juli, überquerte im Südabschnitt das 96. Schützenkorps der 70. Armee den Fluss Wyschewka, durchbrach die deutsche Verteidigung und rückte bis zum Abend 20 km tief vor. Am 19. Juli wurde östlich von Brest die Stadt Kobryn vom 9. Garde-Schützenkorps der 61. Armee und der 20. Schützendivision der 28. Armee umzingelt und am nächsten Tag von der 212. (Oberst Wladimir Kuchinow) und 12. Schützen-Division (Oberst Dmitri Kusmin) genommen. Einheiten der 65. Armee eroberten Kleszczele und vertrieben am nächsten Tag den Gegner aus Czeremcha. Südöstlich davon näherten sich Verbände der 28. Armee und die mechanisierte Kavalleriegruppe Plijew dem Ort Kamenez, wobei sie die deutsche Gruppierung von Brest von Norden umgingen. Am 20. Juli befreite die 50. Garde-Schützen-Division, die den Fluss Lesnaja Pravaja überquert hatte, die Dörfer Tschemeri und Podrechani. Die Flanken der im Zentrum des rechten Flügels der 1. Weißrussischen Front vorrückenden Armee erwiesen sich jedoch bald als zu wenig gesichert, da die benachbarten Stoßgruppen der Generale Romanenko (48. Armee) und Lutschinski (28. Armee) im Begriff waren, auf Bielsk Podlaski und Wysokoje vorzurücken und noch etwa 20 bis 30 km hinter der 65. Armee zurücklagen.
Eine kritische Situation entwickelte sich im vorgelagerten Abschnitt der 65. Armee am linken Bug-Ufer, wo bereits seit dem 18. Juli deutsche Gegenangriffe erfolgten. Bei Janów Podlaski wurden im dort gebildeten Bug-Brückenkopf von der durchgebrochenen Kavalleriegruppe Plijew zähe Kämpfe ausgetragen, bei denen die sowjetischen Truppen erhebliche Verluste erlitten. Den am rechten Flussufer haltenden Truppen des deutschen XXIII. Armeekorps gelang es, an der schwach gedeckten Naht der Gruppe Plijew nördlich von Widomla einzusickern, ein Schützenregiment und die im Gebiet durchgebrochenen Einheiten des 4. Garde-Kavalleriekorps zu isolieren. Die sowjetischen Soldaten wurden am Fluss Bug festgenagelt, mussten eine Rundumverteidigung einrichten und kämpften auch am anderen Ufer in vollständiger Umzingelung, wobei schnell Mangel an Munition und Nahrung auftraten. Bald gelangten aber Einheiten des 105. Schützenkorps an der Straße Wysokoje-Drohiczyn in den Rücken der noch an der Lesna Pravaja gegen Osten Front machenden 5. SS-Panzerdivision "Wiking" und der deutschen 35. und 292. Infanteriedivision. Am 21. Juli rückten auf Befehl des Generals Batow zusätzlich Teile des 105. Korps zur Entlastung der Gruppe Plijew auf Janów vor, wobei die 37. und 15. Schützendivision die rechte Flanke sicherten. Die Vorhut der 69. Schützendivision brach ebenfalls zum Bug durch, überquerte den Fluss und bildete bei Wieliczkowicze einen weiteren Brückenkopf.
Am 22. Juli besetzte die 28. Armee mit der 50. Garde- und 54. Schützen-Division Kamieniec Litewski und mit der 20. Schützendivision Schabinka. Die vom Süden kommenden Truppen der 70. Armee verfolgten die Nachhut des deutschen VIII. Armeekorps und verhinderten, dass sie in Zwischenlinien Fuß fassen konnten. Dem in Reserve stehenden 80. Schützenkorps wurde befohlen, sofort an die Front der 65. Armee einzurücken. Bei einem deutschen Luftangriff auf die Stabskolonne des Korps, wurde der Kommandant dieses Korps, Generalmajor I. L. Ragulja schwer verletzt. Dem stellvertretenden Armeeführer General I. F. Barinow wurde darauf befohlen, dessen Divisionen auf die linke Flanke der 65. Armee zu verschieben, um in allgemeiner Richtung Janów die Verbindung mit dem 4. Garde-Kavalleriekorps herzustellen.
Dem Befehl folgend starteten die Divisionen des 105. und 80. Schützenkorps am 22. Juli eine Offensive in Richtung Janów Podlaski, stießen jedoch auf starken Widerstand. Durch den Gegenangriff deutscher Kräfte, der von Panzern und Sturmgeschütze unterstützt war, gelang es das Vorgehen des 80. Schützenkorps zu stoppen. Das Hauptquartier des sowjetischen 18. Schützenkorps wurde abgeschnitten und verlor den Kontakt zu seinen Divisionen. Es standen keine Armeereserven, außer dem unterbesetzten 251. Panzerregiment zur Verfügung. Generalfeldmarschall Model, der Befehlshaber der Heeresgruppe Mitte, nutzte diesen Umstand um einen weiteren Gegenschlag bei Kleszczele anzusetzen, der sich auf der Linie Bielsk und Wysokoje konzentrierte.
Am 23. Juli um 3 Uhr morgens erreichte die 70. Armee mit dem 96. Schützenkorps den Bug etwa 30 km südlich von Brest, die vorderen Abteilungen begannen sofort mit improvisierten Booten und Flößen, den Fluss auf breiter Front von Nowoselki nach Jakuschewa zu überschreiten. Südlich der Stadt Brest wurde die Staatsgrenze von 1939 erreicht, der Bug überquert und ein Brückenkopf bei Jablochna und Sławatycze gebildet. Nachdem der Brückenkopf gebildet war, traten die sowjetischen Truppen sofort in Kämpfe mit deutschen Einheiten ein, die am Westufer des Flusses sicherten. Der Vorstoß der 65. Armee aus der Region Bialowieza erwies sich als besonders erfolgreich und brach nach Drohiczyn zum Fluss Bug durch. Nachdem die Stellungen des XXIII. Armeekorps durchbrochen hatte, stieß das 1. Garde-Panzerkorps bis zum Fluss vor, nahm Siemiatycze ein und bedrohte die tiefe Flanke der in der Festung Brest kämpfenden deutschen Truppen. Im Hauptquartier der 65. Armee erkannte man auch, dass die deutschen Truppen noch über bedeutende Kräfte zwischen Brest und Wysokoje verfügten und die linke Flanke der 65. Armee bedroht wäre, wenn diese Verbände die am Westlichen Bug eroberten Brückenköpfe zu zerschlagen suchten. Die Konzentration der deutschen 4. Panzerdivision nordwestlich von Kleszczele wurde aber weder vom Armeehauptquartier noch vom Fronthauptquartier rechtzeitig erkannt. Die Lage der 65. Armee wurde gefährlich: der Operationsstreifen verlängerte sich auf fast 100 km, nur die 37. Garde- und die 15. Schützen-Division deckten die ausgedehnte rechte Flanke der nach Südwesten orientierten Armee. Um den Brückenkopf bei Siemiatycze und im Gebiet von Augustinka, Zalesje wurden von den anderen Truppen der 65. Armee schwere Kämpfe geführt. Die Panzerabwehr- und Divisionsartillerie der Armee konnte den Gegenangriff deutscher Panzerdivisionen aus zwei Richtungen nicht lange standhalten. Die ungarische 1. Kavallerie- und 5. Reserve-Division decken das südliche Bug-Ufer gegenüber der durchgebrochenen sowjetischen 65. Armee bei Fronolo bis Janow Podlaski und schützten auch die Bahnlinie zwischen Brest und Kustyn, welche den Nachschub der noch im Osten haltenden XXIII. und XX. Armeekorps gewährleistete.
General Batow beschloss seine vorderen Truppen ins Zentrum zurückzunehmen und die bei Kleszczele bedrohten Flankentruppen in der Nacht zum 24. Juli den Rückzug nach Gainowka. Der Befehl wurde den Korpskommandanten per Funk im Klartext mitgeteilt, ein Verbindungsoffizier wurde zur 69. Schützendivision mit dem Befehl entsandt, den Bug-Brückenkopf wieder zu räumen. Gegen Mittag drangen deutsche Panzer in die Region Czeremcha ein und gefährdeten die in Kleszczele verbliebene Einsatzgruppe unter der Führung ihres Kommandanten. Der Einsatz der 37. Garde-Schützen-Division, welche zum Hauptquartier des 18. Schützenkorps durchbrach und aus der Einkreisung befreite, bewahrte die Divisionen des Generals Iwanow vor der Abschneidung.
Bei einer Sitzung im Hauptquartier der 65. Armee wurde beschlossen, nochmals gegen Kleszczele aus Richtung Gainowka anzugreifen. Marschall Schukow übertrug General Batow dazu auch das 53. Schützenkorps und die 17. Panzerbrigade der 48. Armee. Gleichzeitig sollten die Divisionen des 105. Schützenkorps die deutsche Angriffskeile von Süden her angreifen. Am 24. Juli griffen die Divisionen des 53. und 105. Schützenkorps mit der 17. Panzerbrigade an: die kritische Lage bei Kleszczele wurde beseitigt und die Deutschen auch wieder aus Czeremcha gedrängt. Diesen günstigen Umstand machten sich auch die isolierten Divisionen des 4. Garde-Kavallerie-Korps zunutze, welche den Gegner über die Richtung des Durchbruchs aus der Einkreisung irreführend, nachts durch den Wald nach Westen ausbrachen. Im Rücken der feindlichen Truppen operierend erreichten diese Teile der Gruppe Plijew die Verbindung zu den Hauptstreitkräften. Am 25. Juli griff auch das 80. Schützenkorps in die Schlacht ein, auf Befehl des neuen Korpskommandanten schnitt die 108. Schützendivision (General P. A. Teremow) den Rückzugsweg zweier deutscher Regimenter ab und zwang diese zur Kapitulation. Der Gegenstoß der deutschen 541. Grenadier-Division aus dem Brückenkopf Fronolo erreichte die Orte Maszerana und Baciki, lief aber am 26. Juli am Widerstand des sowjetischen 18. Schützenkorps fest. In den nächsten zwei Tagen eroberte die 65. Armee ihre verlorenen Stellungen zurück, die deutschen Truppen verloren neben 40 Panzer und Geschütze über 5000 Soldaten, konnten sich aber erfolgreich nach Bielsk Podlaski und Drohiczyn absetzen. Auf dem rechten Flügel der 65. Armee unterstützte jetzt auch die 48. Armee des Generals Romanenko, welche dem Kavalleriekorps des Generals Harteneck gegenüberstand. Die Aufhebung der Flankenbedrohung bei der 65. Armee erleichterte auch die Angriffe der 28. Armee zur folgenden Rückeroberung von Brest.
Am 25. Juli griff die 108. Schützendivision des 46. Schützenkorps, die zur Unterstützung der rechten Flanke der auf Brest vorrückenden 28. Armee in die Schlacht gezogen war, an und vertrieb die Deutschen aus Wysokoje. In der Nacht griffen die Sturmbataillone des 128. Schützenkorps die deutschen Außenposten an, die in Stellungen am Fluss Gradowka verschanzt lagen. Die sowjetischen Einheiten überwanden diesen Widerstand und versuchten am Fluss Lesnaja überzusetzen. Durch Artillerie und mehrere Sturmgeschütze unterstützte deutsche Einheiten, die sich in dort dominierenden Hochhäusern verschanzt hatten, unterbanden die versuchte Überquerung. Mann mussten die Artillerie heranziehen, die 61. Schützendivision nahmen im Gefecht die erste deutsche Verteidigungslinie ein und erreichte den Osthang der Höhe 185, konnten jedoch aufgrund des schweren Maschinengewehrfeuers und deutscher Gegenstöße nicht weiter vordringen. Die Panzerabwehrartillerie, die sich noch am linken Ufer des Flusses Lesnaja befand, konnte den Schützen nicht beistehen und wartete auf die Fertigstellung der Übergänge.
Während sich die mechanische Kavalleriegruppe Krjukow mit dem 11. Panzerkorps und dem 2. Garde-Kavallerie-Korps an der Linie Parczew - Łuków - Siedlce entfaltete, operierten die Truppen der 47. und 70. Armeen am Bug-Abschnitt. Die Aufgabe beider letztgenannter Armeen bestand jetzt darin, den Einkreisungsring um die deutschen Truppen in Brest im Westen der Stadt zu schließen.
Die Verteidigung gegenüber der sowjetischen 70. Armee bestand aus dem VIII. Armeekorps mit der 3. Kavallerie-Brigade, den Resten der 5. Jäger- und 211. Sicherungs- sowie der 102. und 7. Division des XXIII. Armeekorps. Von Norden her wurde die Einkreisung durch die 28. Armee geschlossen, jetzt verstärkt mit dem freigewordenen 4. Garde-Kavallerie-Korps und 1. mechanisierten Korps. Die Truppen der 65. und 28. Armee erreichten am Abend des 26. Juli den Bug auf breiter Front und schnitten die deutsche Gruppierung in Brest von Norden und Nordwesten ab,
Truppen der 61. Armee näherten sich Brest von Osten her. In Fortsetzung der Kämpfe am Westufer des Flusses wurde die Stadt Biala Podlaska von der 70. Armee genommen und die Eisenbahn- und Autobahnlinie Brest-Warschau und die Straße Schabinka-Janow Podlaski abgeschnitten. Die deutsche 203. Sicherungsdivision und die Korps-Abteilung E (Divisionsgruppen 86, 137, 251) führten unter Generalleutnant Felzmann die Verteidigung von Brest. Nachdem Model bei Oberkommando der Wehrmacht die Genehmigung der Räumung von Brest erreichen konnte, versuchte die Gruppe Felzmann zwei Tage lang aus dem Festen Platz Brest auszubrechen. Um ihnen den Rückzug zu ermöglichen, starteten die Deutschen von Norden her einen Angriff mit der 102. Infanteriedivision. Die Stadt Brest wurde am 28. Juli von Einheiten der 12. Garde-Schützendivision, 212. und 415. Schützendivision vom 9. Garde-Schützenkorps der 61. Armee, der 48. Garde-Schützendivision des 20. Schützenkorps der 28. Armee, und der 160. Schützendivision des 114. Schützenkorps der 70. Armee erobert. Während dieser Kämpfe verloren die Deutschen nach sowjetischen Angaben 7000 Tote und Verwundete, es gab nur 110 Gefangene.

### Kämpfe zwischen Bug und Weichsel, Vorstoß auf Warschau
Die sowjetische Kavalleriegruppe Krjukow (2. Gardekavallerie- und 11. Panzerkorps) entwickelte ihren Vorstoß nach Nordwesten und eroberte am 23. Juli die Städte Parczew und Radzyń Podlaski. In Fortsetzung der Lubliner Offensive erreichte die 2. Panzerarmee am 25. Juli den Raum Deblin. In der zweiten Tageshälfte wurde das 16. Panzerkorps nachgezogen, das Deblin stürmte und die Weichsel erreichte. Rechts davon erreichte das 3. Panzerkorps den Fluss, nachdem es Pulawy besetzt hatte. Den deutschen Truppen gelang es jedoch, die Weichselübergänge rechtzeitig zu sprengen und die südlichen Zugänge nach Warschau zu blockieren. Dadurch konnten die hier versammelten Reserven vom Westufer des Flusses hastig in die Region Praga (östlicher Vorort von Warschau) verlagert werden. Der Lage entsprechend drehte der Frontkommandant die 2. Panzerarmee von West nach Nord. Sie sollte auf der Autobahn in Richtung Garwolin, Praga vorrücken, die Außenbezirke der polnischen Hauptstadt und den Weichselübergang in diesem Bereich einnehmen. Die 2. Panzerarmee übergab ihren Abschnitt an die 8. Gardearmee und rückte entlang des Ostufers der Weichsel in Richtung Warschau vor, gleichzeitig erreichten südlich davon die Truppen der 69. Armee der Weichsel.
Die Offensive der Truppen des rechten Flügels der 1. Weißrussischen Front wurde erfolgreich fortgesetzt. Die Linie Stoczek-Garwolin wurde am 27. Juli auf breiter Front (29 km) von sowjetischen Kräften durchbrochen. Am gleichen Tag erreichten die Truppen der sowjetischen 47. Armee die Linie Międzyrzecz-Łuków, nach Westen anschließend die rechts stehenden Verbände der 8. Gardearmee den Raum Luków. Das deutsche VIII. Armeekorps wurde auf das westliche Weichselufer gedrängt, der sowjetische Vorstoß nach Norden drohte den Rückzug des deutschen XXIII. Armeekorps aus dem Raum Brest nach Siedlce abschneiden. Ein neuer Angriff wurde innerhalb von 10 Stunden vorbereitet, der Durchbruch sollte durch mehrere Panzerkorps in drei verschiedenen Sektoren erfolgen, was zur Zersplitterung der deutschen Kräfte führte sollte.
Die Divisionen der mechanisierten Kavalleriegruppe Krjukow erreichte in der Nacht des 25. Juli die ersten Häuser im Osten und Süden von Siedlce. Am folgenden Tag wurde die Stadt von Süden, Osten und Westen umkämpft und am Morgen des 27. Juli kam es zu Kämpfen in der Innenstadt von Siedlce. Etwas länger, bis in die Nacht vom 29. auf den 30. Juli, wurden die Kämpfe mit deutschen Truppen an der Einmündung des Krzna in den Bug fortgesetzt. Nach dem Abzug der 5. SS-Panzerdivision Wiking und der Masse der 3. SS-Panzerdivision zur Schlacht bei Radzymin gelang es den Sowjets, Siedlce vollständig zu erobern, wobei sich am 31. Juli auch das 129. Schützenkorps der 47. Armee beteiligte.
Am 28. Juli wurde an der Naht zwischen der 8. Garde- und der 69. Armee die polnische 1. Armee an der Weichselfront bei Dęblin eingeschoben, wo sie den Abschnitt der weiter nach Norden stoßenden 2. Panzerarmee übernahm. Am Abend des Tages trafen die Hauptstreitkräfte der 1. Weißrussischen Front auf neue Reserven der deutschen 2. Armee und wurden an der Linie südlich Łosice - Garwolin - Siedlce gestoppt. Die deutsche Führung hatte die 19. Panzerdivision, 3. SS-Panzerdivision Totenkopf und 5. SS-Division "Wiking", sowie die kurz zuvor von der italienischen Front eingetroffene Division Hermann Göring und einige Infanterieverbände der 2. Armee in den Raum östlich und nordöstlich von Warschau verlegt. Nach hartnäckigen Kämpfen wurde die Stadt Siedlce am 31. Juli durch gemeinsame Anstrengungen von Infanterie (165. Schützendivision) der 47. Armee, Reitern der 3. und 17. Garde-Kavallerie-Division und Panzern des 11. Panzerkorps besetzt. Während für die deutschen 9. Armee im Raum Warschau Verstärkungen anlangten, verloren die 2. Panzerarmee, die auf 60 km Breite operierte an Schlagkraft, es am 31. Juli nicht mehr, in das befestigte Gebiet von Praga einzubrechen. Daher gab General Radziewski seinen Truppen den Befehl, den Angriff einzustellen. Die 109. Panzerbrigade wurden der Reserve zugeteilt, der Übergang der 2. Panzerarmee zur Verteidigung erfolgte. Derweil überquerten Truppen der 8. Garde- und der 69. Armee ab 29. Juli die Weichsel südlich von Warschau und eroberten an der Westküste die Brückenköpfe Magnuszew und Pulawy.
Am 1. August bildete die 57. Garde-Schützendivision (Generalmajor Afanasi Dmitrijewitsch Schemenkow) des 4. Garde-Schützen-Korps (Generalleutnant W. A. Glasunow) bei Magnuszew einen westlichen Brückenkopf, am 3. August besetzten Teile der 35. Garde-Division den Ort Studzianki und erreichte den Raum Głowaczów.

## Folgen
Das Aufschließen der Truppen der 1. Weißrussischen Front an die Weichsel und die Einnahme von Brückenköpfen am Westufer beendete die Lublin-Brester Offensive. Nach der Einnahme von Brest und Siedlce war die sowjetische Hauptmacht vor Warschau aufmarschiert. 47 sich besonders ausgezeichnete Großverbände erhielten den Ehrennamen Brest, 16 - Lublin, 9 - Kowel und 12 - Kobrin. Bedeutende Hilfe für die Rote Armee leisteten weißrussische Partisanen und die mit sowjetischen Waffen ausgestattete polnische 1. Armee wurde an der Seite der Roten Armee an der Front vor Warschau eingesetzt.
Ab 31. Juli führte die sowjetische 2. Panzerarmee schwere Kämpfe am östlichen Stadtrand von Warschau - vor Praga. Dem 3. Panzerkorps gelang über Mińsk Mazowiecki der operative Durchbruch nach Warschau. Am 1. August begannen mit der Panzerschlacht vor Warschau starke deutsche Gegenangriffe. Ein Panzerkorps der 2. Panzerarmee wehrte an diesem Tag bei Okuniew bis zu zehn deutsche Angriffe ab. Am 2. August gelang es Einheiten der deutschen 19. Panzerdivision an der Naht zwischen dem 3. und 8. Panzerkorps der Garde einen Keil zu treiben. Der sowjetische Armeekommandant beschloss darauf, einen Gegenangriff auf die Flanke und den Rücken der durchgebrochenen deutschen Einheiten zu starten. Um 10 Uhr trafen nach einem mächtigen Angriff von Raketenartillerie-Verbänden und Einheiten der 2. Panzerarmee die rechte Flanke der 19. Panzerdivision. Zwischen den Panzerkorps der Armee wurde wieder eine engere Verbindung hergestellt und die Verteidigung gefestigt.
Durch den deutschen Gegenangriff von 5 Panzer- und 2 Infanteriedivisionen wurden die sowjetischen Truppen zwischen Radzymin und Wołomin jedoch gezwungen, wieder in die Verteidigung überzugehen. Am Abend des 2. August standen die Truppen der 1. Weißrussischen Front an der Linie westlich von Suradz, Nurzec-Abschnitt über Ciechanowiec, Siedlce - nördlich von Kałuszyn über Radzymin nach Praga. Die 8. Garde- und 69. Armee überquerten am linken Flügels der 1. Weißrussischen Front die Weichsel vom 27. Juli bis 4. August südlich von Warschau und erkämpften an ihrem Westufer Brückenköpfe bei Magnuszew und Pulawy. Die Eroberung der südwestlichen Gebiete Weißrusslands war für die Rote Armee abgeschlossen, die östlichen Gebiete Polens befanden sich vollständig in sowjetischer Hand.